# Chaetomitrium borbonicum
Chaetomitrium borbonicum är en bladmossart som beskrevs av Bescherelle 1880. Chaetomitrium borbonicum ingår i släktet Chaetomitrium och familjen Hookeriaceae. Inga underarter finns listade i Catalogue of Life.